# 乔万娜一世
乔万娜一世（義大利語：Giovanna I di Napoli，1325年12月—1382年7月27日），又称安茹的乔万娜，自1343年至1381年为那不勒斯女王、普罗旺斯和福卡尔基耶女伯爵。1373年至1381年间她还是亚该亚王妃。
乔万娜是卡拉布里亚公爵卡洛和瓦卢瓦的玛丽活过婴儿期的长女。她的父亲是羅貝托一世的儿子，但在1328年先于其父死去。3年后，罗贝托指定乔万娜为继承人，并令封臣向她宣誓效忠。为了巩固乔万娜的地位，他和侄子匈牙利国王卡罗伊一世达成协议，为卡罗伊的次子安德拉什和乔万娜定下婚约。卡罗伊一世也想确保安德拉什继承罗贝托，但1343年罗贝托临终时指定乔万娜为唯一继承人。他还任命了一个摄政委员会管治王国直至乔万娜的21岁生日，但国王死后，摄政们没有真正掌控国家行政。
乔万娜的个人生活严重影响了那不勒斯王国的政治稳定（1345年，她第一任丈夫安德拉什被谋杀，匈牙利国王拉约什一世入侵为弟弟的死报仇，以及乔万娜后来的三次婚姻——分别和塔兰托的路易吉、名义上的马约卡国王海梅四世和不伦瑞克-格鲁本哈根公爵奥托），在西方教会大分裂时期，她选择支持對立教宗克萊孟七世对抗教宗乌尔巴诺六世，得罪圣座，埋下祸根，作为报复，乌尔巴诺六世宣布她为异教徒并于1380年5月11日废黜。
所有孩子都先死后，乔万娜的继承人是她唯一存活的妹妹玛丽亚的后代，玛丽亚的第一次婚姻是与堂叔杜拉佐公爵卡洛在未经她允许的情况下举行的，夫妇成为反对乔万娜的政治派别头目。乔万娜试图与杜拉佐分支和解，并为了确保自己的继承权，安排她的外甥女杜拉佐的玛格丽塔与堂兄（也是乔万娜的二重堂弟）杜拉佐的卡洛结婚。卡洛本來是喬凡娜指定的王位繼承人，但在1380年與喬凡娜對立而被取消繼承資格。卡洛靠著匈牙利國王拉約什大帝的跨海大軍，在1381年佔領那不勒斯，並將投降的喬凡娜女王拘禁起來，1382年7月27日又下令害死了女王，同年在教宗的支持下登基為那不勒斯國王。

## 早年
乔万娜是卡拉布里亚公爵卡洛（羅貝托一世唯一存活的儿子）和法兰西国王腓力六世的妹妹瓦卢瓦的玛丽的第四个孩子，却是第一个存活的孩子。文艺复兴时期史学家多纳托·阿恰约利称她生于佛罗伦萨，但根据学者南茜·戈尔德斯通，她可能其实是在父母向那里旅行期间出生的。她的精确生日不详，一些研究者认为她最可能生于1326年或1327年。但是，鉴于她的母亲在婚后四年已经生育了四五个孩子的事实，乔万娜可能生于1325年12月或1328年初。名叫埃洛伊萨、露易丝或玛丽亚（1325年1月/2月—1325年12月27日）的姐姐和哥哥卡洛·马特洛（生于1327年4月13日；8天后去世）早逝使得乔万娜成为那不勒斯王位的第二继承人，仅次于父亲。

安茹-那不勒斯家族的盾徽

1328年11月9日，卡拉布里亚的卡洛意外去世。他死后，其父面临继承问题，因为卡洛生于1329年5月6日的遗腹孩子也是个女儿，即玛丽亚。尽管那不勒斯法律不防止女性继位，但女王执政的概念是不寻常的。圣座和聪明的罗贝托的祖父安茹的夏尔一世之间的协议明确规定了夏尔的女性后裔继承王位的权利，但也规定女性君主要结婚及允许丈夫统治。此外，那不勒斯王室是法兰西卡佩王朝的分支，法兰西人新近刚排除了女性继承王位。当初为了确保罗贝托继承那不勒斯王位，罗贝托的侄子匈牙利国王卡罗伊一世已于1296年被取消继承权，但没有放弃自己对那不勒斯王国的宣称。教宗若望二十二世已多年忽视卡罗伊的要求，但罗贝托对精神方济各会（被教宗认为异端）的支持和他对每年向圣座纳贡的疏忽导致那不勒斯和教宗国关系紧张。罗贝托的两个弟弟塔兰托亲王菲利波一世和杜拉佐公爵乔万尼也宣称王位，反对女性君主。
罗贝托决心确保自己的后裔继位，在1330年12月4日那不勒斯的新堡的一场公开仪式上指定乔万娜和玛丽亚为继承人。乔万尼和妻子的佩里戈尔的阿格妮丝接受了罗贝托的决定（可能寄希望于他们的三子之一可以娶乔万娜），但塔兰托的菲利波一世和妻子瓦卢瓦的卡特琳决定不从命。11月30日乔万娜被赋予继承祖父的权利后，乔万尼和阿格妮丝在向她宣誓效忠的那不勒斯封臣之中，但菲利波和卡特琳没有参加仪式。甚至教宗也只能说服菲利波于1331年3月3日派一名副手去那不勒斯代表他觐见乔万娜。
匈牙利的卡罗伊一世同时要求教宗说服罗贝托将自己的父亲卡洛·马特洛之前在萨莱诺省和蒙泰圣安杰洛的两块封地复封给他和他的儿子们。他也提出联姻，要乔万娜嫁给他的诸子之一。教宗支持此计划，坚持劝说罗贝托接受。守寡的瓦卢瓦的卡特琳要求哥哥法兰西的腓力六世干预阻止这场婚姻。她提议自己的儿子们塔兰托亲王罗贝托和路易吉作为乔万娜和玛丽亚合适的丈夫们。教宗于1331年6月30日下决心下了诏书，命乔万娜姐妹嫁给卡罗伊的儿子们。 起初，卡罗伊一世的长子拉约什被定为乔万娜的丈夫。若拉约什早夭，他的弟弟安德拉什是他唯一的备选。 谈判期间，卡罗伊一世改变了决定，指定安德拉什娶乔万娜。

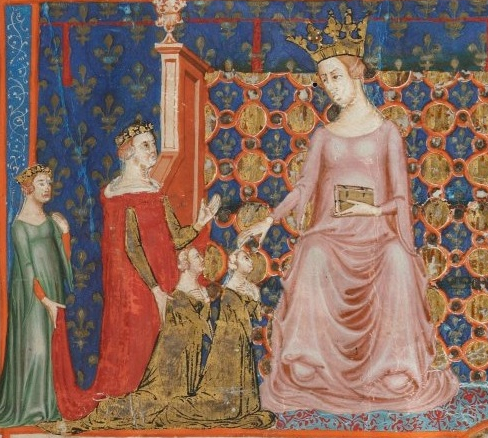
王后马约卡的桑西亚爱抚继孙女乔安娜和玛丽亚的缩影，由母亲瓦卢瓦的玛丽送给她。

1332年瓦卢瓦的玛丽在去巴里朝圣期间去世后，罗贝托的第二任王后马约卡的桑西亚行使教育玛丽的女儿们的责任。桑西亚王后是精神方济会的狂热赞助人，虽然教宗拒绝宣称她和罗伯特国王的婚姻无效，但她仍像贫穷修女一样生活。乔万娜和玛丽亚的护士卡塔尼亚的菲利帕对她们的教育产生了更大的影响，成为了孤儿公主们的第二位母亲。根据薄伽丘，桑西亚和菲利帕是罗贝托宫廷中最有影响力的人物，没有她们的同意，罗贝托不作决策。
乔万娜在祖父文雅的宫廷中长大，显然没有接受过正规教育，如果她接受过正规教育，也不是很准确，因为安茹的文件没有提到她的导师的名字。她可能研究过皇家图书馆的书籍，那里有蒂托·李维、保罗·达·佩鲁贾、教宗額我略一世和马可·波罗的著作。然而，当她成年后，似乎能够用拉丁语（她留存的信件可以证明）、法语、意大利语和普罗旺斯语来表达自己。编年史家多梅尼科·达·格拉维纳确认，乔万娜和她的妹妹玛丽亚“都被同一位罗伯特国王和桑西亚王后告知了每一种艺术和美德”。
1333年夏，匈牙利的卡罗伊一世亲赴那不勒斯完成与叔父的关于乔万娜和安德拉什的婚姻的谈判。因为他想展示自己的财富和权力，此行期间他没有余钱了。两位国王在进一步谈判后达成一致。根据协议，安德拉什和乔万娜订婚，但罗贝托和卡罗伊一世也规定，如果安德拉什比乔万娜活得长，则娶玛丽亚，如果安德拉什先死，则由卡罗伊一世的存活儿子们拉约什或伊斯特万娶乔万娜。9月26日，婚约隆重签署。次日，罗贝托赋予乔万娜和安德拉什卡拉布里亚公国和萨莱诺省。教宗于1333年11月为这场婚姻提供了必要的特许。这场婚事数年间没有实施，最可能因为安德拉什的未成年， 但它引起了安茹王室不同分支之间的冲突。
安德拉什在那不勒斯长大，但他和他的匈牙利仆从们被视为外国人。他的堂叔们（塔兰托的菲利波和杜拉佐的乔万尼的儿子们）甚至乔万娜也经常取笑他。 同时期和后来的作者们都相信罗贝托国王最初想指定安德拉什为他的继承人。例如乔万尼·维拉尼称国王“想要他的侄子，匈牙利王子，在他死后继位”。但1330年代后期的《安茹圣经》的微小画描绘了只有乔万娜在戴着王冠。因为这是国王已然所定做的，这些图片表明他已经决定无视安德拉什对王位的宣称。事实上，在他的遗嘱中，他指名乔万尼为他唯一的那不勒斯、普罗旺斯、福卡尔基耶和皮德蒙特的继承人，也向她遗赠了他对耶路撒冷王国的要求。他也规定如果乔万娜无嗣而亡，其王国由玛丽亚继承。罗贝托国王没有下令安德拉什加冕，就这样将他排除在那不勒斯行政之外。这位垂死的国王还建立了一个由他最信任的顾问们——副宰相卡瓦永主教卡巴索尔的腓力、普罗旺斯大管家桑吉内托的腓力和海军上将马尔察诺的吉弗雷多组成的由桑西亚领衔的摄政委员会。他下令乔万娜只有在21岁生日后才能开始独自统治，而无视了将18岁定为成年年龄的习惯法。

## 统治

### 登基
1343年1月20日，罗贝托国王在当了34年那不勒斯国王后以67岁之龄驾崩。2天后，安德拉什被封为骑士，遵先王遗愿与乔万娜履行婚姻。此后，他们与彼此相见主要只在重要的国家和宗教场合。否则，他们去不同的教会，他们拜访不同的地方，乔万娜甚至禁止丈夫在不经她许可下进入她的卧室。15岁的安德拉什没有自己的金库，乔万娜的朝臣控制着他的日常花销。
当写作关于罗贝托死后王国的政治环境时，彼特拉克描述乔万娜和安德拉什为“两只被托付给一群狼的羊羔，我看到了一个没有国王的王国”。很多政治派系憎恨摄政委员会的建立。乔万娜接洽教宗克勉六世，请求他授予自己丈夫国王头衔，很可能是因为她想确保匈牙利安茹的支持以缩短她的未成年期。教宗认为摄政委员会的建立是对自己君权的篡夺，但他想要控制那不勒斯的行政。他拒绝了乔万娜的建议，但他很少直接写信给委员会。
佩里戈尔的阿格妮丝想确保乔万娜的妹妹玛丽亚嫁给她的长子杜拉佐的卡洛。桑西亚太王太后和乔万娜支持她的计划，但她们知道瓦卢瓦的卡特琳将反对这桩婚事。阿格妮丝的兄长塔列朗-佩里戈尔的埃利是阿维尼翁教廷最有影响力的红衣主教。他说服克勉六世于1343年2月26日签署教宗诏书，授权杜拉佐的卡洛娶任何女人。根据该诏书，3月26日，玛丽亚在新堡当着乔万娜、桑西亚和其他摄政委员会成员的面被与杜拉佐的卡洛订婚。这次订婚激怒了瓦卢瓦的卡特琳，她呼吁法兰西的腓力六世和教宗，要他们宣称其无效。订婚后2天，杜拉佐的卡洛将玛丽亚劫持到他的城堡，一位神父在那里秘密为他们办理了结婚，他们很快实施了婚姻。
瓦卢瓦的卡特琳的次子塔兰托的路易吉入侵杜拉佐的卡洛的领地。杜拉佐的卡洛聚集军队确保自己地产的守卫。妹妹的秘密婚姻激怒了乔万娜，她写信给教宗要求宣称这场婚姻无效。教宗克勉六世拒绝，命红衣主教塔列朗-佩里戈尔派一名特使去那不勒斯调解。红衣主教的使团说服双方于1343年7月14日签署协议。卡洛和玛丽亚的婚姻合法性被承认，但瓦卢瓦的卡特琳及其诸子也得到王室金库的现金结算。乔万娜对妹妹和家族的杜拉佐分支失去信心，开始提拔自己最信任的仆从们，包括卡塔尼亚的菲利帕的儿子卡班尼斯的罗贝托和她的庶叔阿图瓦的卡洛。

### 冲突
安德拉什的匈牙利仆从们通知其母波兰的埃尔兹别塔关于安德拉什的不确定地位。她和她的长子匈牙利国王拉约什一世派特使们去阿维尼翁，劝说教宗下令为安德拉什加冕。她也决定拜访那不勒斯王国以加强安德拉什的地位。从匈牙利出发前，埃尔兹别塔太后从匈牙利金库筹集了21,000金马克和72,000银马克，因为她准备花大钱买得教宗和那不勒斯贵族们对儿子的支持。她及其随从于1343年夏在在曼弗雷多尼亚登陆。她和儿子在贝内文托相见，但乔万娜仅于数日后在索姆马韦苏维亚纳接待了她。乔万娜在与婆婆相见时戴着王冠以强调自己的王室地位。
7月25日，埃尔兹别塔太后及其随从进入那不勒斯。她先接洽乔万娜的继祖母，但病中的马约卡的桑西亚没有为了安德拉什介入。乔万娜没有公开反对丈夫加冕，但她的婆婆很快意识到她只是在用拖延战术。埃尔兹别塔太后离开那不勒斯去罗马，派特使们去阿维尼翁，劝教宗拥护安德拉什加冕。曾作为乔万尼·科隆纳红衣主教的特使于10月访问那不勒斯的彼特拉克曾经历罗贝托国王死后王国已经步入无政府状态。他记录了欺凌人的贵族团伙在夜间恐吓人民，并且在乔万娜和安德拉什的面前定期举行角斗士比赛。他也称一名伪君子方济各修道士弗拉·罗贝托控制了摄政委员会，称他是一只“可怕的三脚野兽，脚赤裸，头秃，傲慢自大，精力充沛。”
彼特拉克想让科隆纳的亲戚们因身犯多罪于1341年被囚禁的皮皮尼兄弟获释。他们的财产被分给王室家族的不同成员和那不勒斯贵族，彼特拉克可以说服摄政委员会赦免他们。仍停留在罗马的埃尔兹别塔太后认识到有影响力的红衣主教和那不勒斯领导者们之间的冲突给了加强她儿子地位的机会。安德拉什与皮皮尼结盟，许诺让他们获释。彼特拉克从那不勒斯的报告说服教宗摄政委员会不能有效管治王国。教宗强调乔万娜仍未成年，任命红衣主教沙卢的艾梅里克为使节，于1343年11月28日以下诏的方式任他加入那不勒斯政府。乔安娜的特使们做了几次努力以推迟教宗的使节从阿维尼翁出发。
她的婆婆和教宗之间的谈判警醒了乔万娜，她在12月1日的一封信中请求教宗停止与匈牙利特使们商讨那不勒斯问题。教宗称安德拉什为“杰出的西西里国王”，在一封信中要求他于1344年1月19日加冕，但他很快强调乔万娜的统治权。5天后，乔万娜劝说教宗收回使节，授权她独自统治。教宗很快回复，宣称乔万娜即将独自统治王国“就像她是一个男人那样”，即使在她和她的丈夫共同加冕后。大约同时，埃尔兹别塔太后回到那不勒斯，安德拉什的朝臣们提醒她他们得知了谋害安德拉什的计划。她决定带儿子回匈牙利，但乔万娜、佩里戈尔的阿格妮丝和瓦卢瓦的卡特琳共同劝阻了她。乔万娜和她的叔祖母们最可能害怕的是安德拉什将在匈牙利军陪伴下从匈牙利返回那不勒斯。2月25日，埃尔兹别塔太后从意大利启程，离开了儿子。安茹王室的意大利北部敌人利用了那不勒斯王国被削弱的地位。蒙特费拉特侯爵乔万尼二世和米兰的维斯康蒂攻陷了皮德蒙特的亚历山德里亚和阿斯蒂，并继续针对其他承认乔万娜君权的皮德蒙特城镇的军事行动。1344年，他们迫使托尔托纳、布拉和阿尔巴服从。
乔万娜开始向她最信任的支持者们分发大片王室领域，其中包括据谣传是她的情人的卡班尼斯的罗贝托。乔万娜的捐助激怒了开始暗示他已经准备好加强安德拉什在国家行政中的角色的教宗。 教宗也下令沙卢的艾梅里克不加耽搁地搬到那不勒斯。1344年5月20日，沙卢到达那不勒斯。乔万娜想在一次私人仪式上单独向教宗宣誓效忠，但教宗使节拒绝了她的要求。乔万娜不得不在一场公开仪式上与丈夫一起宣誓效忠。乔万娜感到不适，她的病使得安德拉什足以争得皮皮尼兄弟的获释，但他的行为激怒了其他那不勒斯贵族。8月28日，教宗使节正式认可乔万娜为那不勒斯的合法继承人，但她被迫承认教宗使节管治王国的权利。沙卢解散了摄政委员会，任命了新的官员管理各省。但是，王室官员们忽略使节的命令，乔万娜拒绝每年纳贡给圣座，称她已被剥夺了王国。
塔列朗-佩里戈尔红衣主教和乔万娜的特使杜拉佐的路易吉劝说教宗克勉六世解散同样不愿意逊让的使节。腓力六世国王介入针对使节后，1344年12月，教宗决定召回他，宣称18岁的乔万娜已经在使节的主持下成熟。1345年2月，教宗下诏，禁止乔万娜最信任的顾问卡塔尼亚的菲利帕和她的亲戚介入政治， 但他也用沙特尔主教吉约姆·拉米代替了沙卢。为了安抚教宗，乔万娜决定和安德拉什和解，恢复他们的夫妻同盟关系。不久，她怀孕了。
同时，乔万娜命令普罗旺斯管家瑞佛尔塞·阿古尔入侵皮德蒙特。基耶里和萨沃伊-亚该亚的贾科莫治下的市民加入了普罗旺斯军队。他们在春天收复了阿尔巴，但蒙特费拉特的乔万尼二世和维斯康蒂在基耶里附近聚集军队，在4月23日在加梅纳里奥击败了阿古尔的军队。阿古尔在战斗中身亡，基耶里向胜利者们投降。

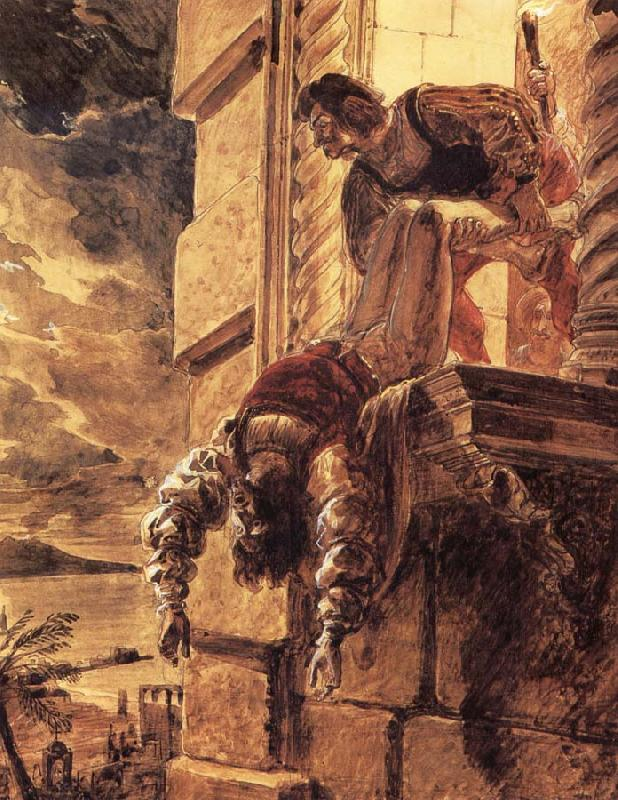
卡拉布里亚公爵安德拉什的被谋杀，卡尔·布留洛夫所画。

乔万尼和教宗的关系变得紧张，因为她又开始外送王室地产，忽略教宗的建议。6月10日，克勉六世劝她停止阻碍安德拉什加冕，但她决定将丈夫排除在国家行政外。据史学家伊丽莎白·卡斯廷，她回答她在最能照顾丈夫利益的位置，暗示她“对她婚姻中的性别角色的了解”是不典型的。7月9日，教宗宣称如果她继续送出王室地产，他将开除她的教籍。7月28日，桑西亚去世。不久，乔万娜抛弃丈夫。关于乔万娜和塔兰托的路易吉之间有私情的谣言开始在那不勒斯传播，但她的不忠并未被证明。教宗克勉六世决定实现安德拉什的加冕，任沙卢红衣主教执行仪式。
得知教宗反悔，一个贵族阴谋者团体决定阻止安德拉什加冕。在1345年阿韦尔萨的一次狩猎中，安德拉什在9月18日到19日之间的半夜离开房间，受到阴谋者的攻击。一个不忠的仆人闩上了他身后的门；当安德拉什激烈自卫、尖叫呼救，痛苦挣扎时，乔万娜还在自己卧室里。最终，安德拉什落败，被绳子绞死并从一扇窗户扔了出去，还有一根绳子绑在他的生殖器处。他的匈牙利护士伊索尔德听到呼救，发喊吓跑了凶手。她把安德拉什的尸体送到僧侣们的教堂，并在哀悼中陪伴尸体直至次早。匈牙利骑士到后，她为了不泄密用母语向他们交代了一切，他们很快离开那不勒斯又将一切报告了匈牙利国王。女王是否确切参与谋杀，意见分歧。有人认为她是谋杀的煽动者，也有埃米尔-吉约姆·莱奥纳尔等认为不能证明她参与其中。
乔万娜将谋杀一事通知了教宗和其他欧陆政权，在信中表达了自己的憎恶，但乔万娜的朋友圈被认为有最重大的作案嫌疑。1345年12月25日，乔万娜生下一子卡洛·马特洛，即安德拉什的遗腹子。1346年12月11日，这个婴儿作为那不勒斯王国储君被宣告为卡拉布里亚公爵、萨莱诺亲王。

### 谋杀和战争
乔万娜登基时，北意大利的几位领主以为可以趁机牺牲她来扩张领地。1344年蒙特费拉特侯爵乔万尼二世发起进攻，攻占了乔万娜的亚历山德里亚、阿斯蒂、托尔托纳、布拉和阿尔巴诸城。乔万娜派她的总管瑞佛尔塞·古尔特应对。瑞福尔塞于1345年4月23日在加梅纳里奥战役迎战入侵者，但遭到完败并阵亡。
蒙特费拉特继续占领曾支持乔万娜的皮德蒙特的贾科莫领地内的基耶里。1347年，贾科莫求援于堂弟和领主萨伏伊伯爵阿梅迪奥六世。7月，他们击退进攻者。乔万尼随后给盟友增兵，招来萨卢佐侯爵汤马索二世和维埃纳的安贝尔一世。他们一同几乎攻占了乔万娜在该地区所有的领地。
当她公开自己计划嫁给一位塔兰托本家而非安德拉什的弟弟伊斯特万时，匈牙利人公开指控她谋杀安德拉什。
塔兰托的路易吉是一位经验丰富的战士，在乔万娜的姨母瓦卢瓦的卡特琳的宫廷内长大，从毕生经验中了解了那不勒斯的政治。当乔万娜表示有意嫁给他时，他的哥哥罗贝托转而与前政敌自己的堂弟也是乔万娜的堂叔杜拉佐的卡洛联合对抗他和乔万娜。乔万娜的一些廷臣和仆人遭到拷打，后被处死，她的西西里女家庭教师卡塔尼亚的菲利帕一家也在其中。路易吉成功击败了哥哥的军队，但他刚到那不勒斯，却得知匈牙利人计划入侵。乔万娜和西西里王国签订条约，以防西西里和匈牙利同时入侵，并于1347年8月22日在没有获得近亲结婚必要的教宗特许的情况下嫁给了路易吉。
路易吉因此婚事与杜拉佐的卡洛一同成为王国的共同保护者和捍卫者（1347年5月1日）。1个月后（6月20日），路易吉被任为王国的代理监督。此婚事导致女王在国内的人望下跌。

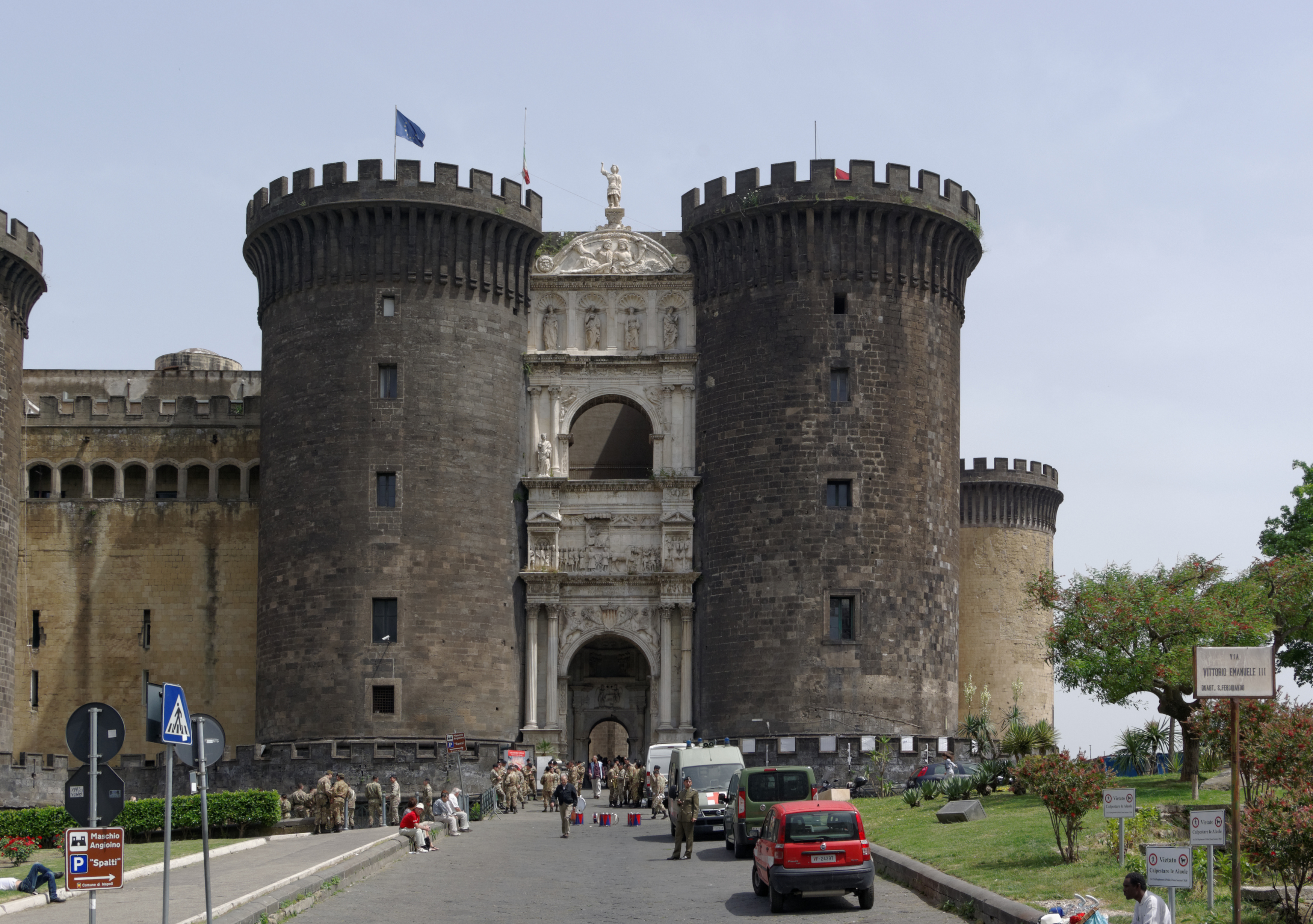
那不勒斯的新堡。

安德拉什的兄长匈牙利国王拉约什大帝趁机寻求吞并那不勒斯王国。他发起军事远征，第一支军队于1347年5月10日进入拉奎拉。
1348年1月11日，匈牙利军在贝内文托准备入侵那不勒斯。面临威胁，已在新堡退隐、依赖马赛效忠的乔万娜准备逃离拉约什的复仇。不等丈夫回来，她就在1月15日通过马赛市民雅克·高贝尔的两艘桨帆船去了普罗旺斯，带着仍然忠诚的恩里科·卡拉乔洛。塔兰托的路易吉次日到达那不勒斯，乘另一艘桨帆船逃走。
拉约什大帝轻松占领那不勒斯城，下令处死乔万娜的堂叔兼妹夫杜拉佐的卡洛，他于1348年1月23日在拉约什的弟弟安德拉什遇害的同一个地方被斩首。乔万娜和安德拉什的儿子卡洛·马特洛已被订婚给杜拉佐的卡洛的长女，被母亲丢下，被伯父拉约什送到匈牙利王国的维谢格拉德，他在1348年5月10日后在那里去世，年2岁。
在布雷冈松堡中途停留后，乔万娜于1346年1月10日到达马赛，受到热烈欢迎。她发誓遵守城里的特权，受到居民们的宣誓效忠。她签署专利特许证组合上层和下层城镇，确保行政单位。她然后去了普罗旺斯地区艾克斯，却受到了很不一样的欢迎：普罗旺斯诸侯显然表达了对她的敌意。她只得宣誓做任何事来处理普罗旺斯事务，并只任命本地人为区县职务。
3月15日，乔万娜到达阿维尼翁，私人会见教宗。塔兰托的路易吉在艾格莫尔特和她会合，夫妇得到克勉六世的接待。乔万娜的来访有三重目的：获得她和路易吉的婚姻特许，得到安德拉什谋杀案的赦免或免责，准备重夺自己的王国。教宗给了夫妇特许，指派了委员会调查乔万娜卷入安德拉什谋杀案的指控，并以80,000弗洛林买下阿维尼翁城，阿维尼翁城成为事实上独立于普罗旺斯的了。最终，乔万娜得到了教宗的免罪。停留阿维尼翁期间，6月底，乔万娜生下第二个孩子也是与塔兰托的路易吉结婚所生第一个孩子，一个名为卡塔丽娜的女儿。
闻知拉约什大帝已经在黑死病爆发后弃那不勒斯而去，乔万娜与丈夫和新生女儿于7月21日离开阿维尼翁，在24日—28日停留于马赛，30日迁居滨海萨纳里，31日到布雷冈松堡，最终于8月17日到达那不勒斯。到达后1个月，她于9月20日以那不勒斯人乔万尼·巴里利代替雷蒙·达古尔特的管家之职，推翻前约。公众的不满迫使乔万娜恢复达古尔特的职务。
随着时间过去，匈牙利人开始被包括乔万尼·薄伽丘在内的那不勒斯人视为蛮族。薄伽丘将拉约什描述为“狂怒的”“比蛇更恶毒”。因此，女王夫妇归来后轻易得到了人望。

### 塔兰托的路易吉
从1349年初起，王国的所有文件都签署夫妇俩的名字，路易吉无可争议地控制了军事堡垒。在共治期间发行的硬币上，路易吉的名字总在乔万娜之前。尽管没有被克勉官方认可为共治国王直到1352年，但他从开始行国王事时，那不勒斯人可能已视他为君主。
路易吉抓住匈牙利另一次进攻引起混乱之机从妻子手中夺取全部的王权。他清除了宫内她的支持者，推翻她最喜欢的恩里科·卡拉乔洛，于1349年4月指控其通奸，很可能将其处死。2个月后，6月8日，乔万娜和路易吉1岁的女儿卡塔丽娜死亡。
1350年匈牙利又一次进犯直趋那不勒斯城墙下后，教宗克勉六世派圣奥默主教雷蒙·萨克为高级使者与于格·博率领的舰队同去。此后，塔兰托的路易吉承诺尊重乔万娜的独立权。不久，重伤的拉约什大帝回国。
1351年10月，乔万娜生下和路易吉的第二个孩子，又一个女儿弗朗切斯卡。5个月后，1352年3月23日，路易吉收到克勉六世的正式确认为其妻在她所有领域内的共治国王，5月27日，与她一同在那不勒斯的塔兰托旅馆由布拉加大主教加冕。短短数日后，6月2日，夫妇俩唯一存活的孩子才8个月的弗朗切斯卡死去。
1356年，路易吉和乔万娜组织收复西西里，12月24日在尼科洛·阿恰约利取胜后正式进入墨西拿，却在阿奇雷亚莱的一场海军战斗中被加泰罗尼亚人惨败（1357年6月29日），被迫再次离开。
同时，雇佣兵阿诺·塞尔沃尔（被称作“主牧师”）的军队于1357年7月13日穿过迪朗克，劫掠普罗旺斯。路易吉的弟弟、也在1355年4月起成为王妹玛丽亚第三任丈夫的塔兰托的菲利波二世被派遣进入普罗旺斯为代理监督，以与劫掠普罗旺斯的不同军队作战。他买得令当地人畏惧的阿尔马尼亚克伯爵军队的支持。最后教宗依诺增爵六世付款解散了劫掠者。这些危险显示了那不勒斯对普罗旺斯的行政较差。
塔兰托的路易吉在洗澡时受凉，病了。一月间情况恶化，1362年5月25日去世。

### 个人统治

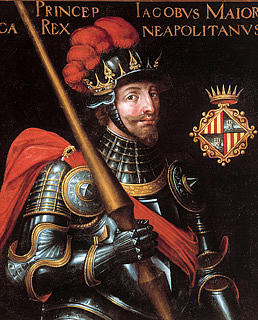
马约卡的海梅四世

残酷而独裁的丈夫塔兰托的路易吉的死最后给了乔万娜掌握被拒绝承认的权力的机会。此后3年，女王采取一系列措施使自己受到欢迎：1363年3月20日，她赦免雷蒙·博，以富凯·达古尔特代圣塞弗里诺的罗杰为普罗旺斯管家，发布不同的敕令防止内乱。
1362年12月14日，乔万娜通过代理人订下第三桩婚事，对方是比自己年轻10岁的名义上的马约卡国王和亚该亚亲王海梅四世。5个月后，由本人参与的婚礼于1363年5月在新堡举行。不幸的是，这桩婚姻也是动荡的：她的新丈夫曾经被舅父阿拉贡的佩德罗四世国王囚禁在铁笼内几乎14年，给他造成了精神异常。除精神状况糟糕外，夫妇之间的另一争端是海梅四世努力加入政府，尽管在婚约中他被排除出那不勒斯政府的任何角色。尽管她的婚姻有问题，1365年1月，乔万娜被发现怀上了海梅四世的孩子，但不幸的是，在6月她流产了，正如1365年7月19日教宗乌尔巴诺五世给她的吊唁信所指出的那样。她再也没有怀孕。
无望成为那不勒斯国王的海梅四世于1366年1月底离开那不勒斯赴西班牙，进行了一次不成功的收复马约卡的尝试。他被卡斯蒂利亚的恩里克二世国王俘虏交给贝特朗·杜·盖克兰，后者将他拘押在蒙彼利埃，在那里，他于1370年被乔万娜赎回，短暂与她同回，却再次离别，这一次是永别。1375年，他尝试收复鲁西永和塞尔丹亚失败，逃到卡斯蒂利亚，在那里因病或中毒于2月在索里亚去世。
神圣罗马帝国皇帝和波希米亚国王卡尔四世为主张对阿尔王国的权利，穿过阿维尼翁，于1365年6月4日在圣托菲姆教堂加冕为阿尔国王，但担保乔万娜对普罗旺斯的权利。
而法兰西国王查理五世的弟弟朗格多克警督安茹公爵路易一世也对普罗旺斯有权利要求。在贝特朗·杜·盖克兰军队帮助下，他攻打普罗旺斯。阿维尼翁被赎回，阿尔和塔拉斯孔被围，但当阿尔失陷后，塔拉斯孔却在经历了19天失败的围城后被普罗旺斯军所救。管家雷蒙二世·达古尔特的军队在塞雷斯特战败。教宗乌尔巴诺五世和法兰西国王查理五世都干涉，1368年9月1日对杜·盖克兰施以绝罚，使其撤军，并于1369年4月13日签订和约，1370年1月2日又签停战协定。
这段动荡的时期过后，乔万娜因和教宗乌尔巴诺五世和额我略十一世治下的圣座关系好，得以经历一段相对的平静。萨布兰的埃尔泽尔于1371年被封圣，1372年瑞典的比尔吉塔来访那不勒斯。在额我略十一世调解下，与安茹的路易一世的最终和平协议于1371年4月11日签署，路易也放弃对塔拉斯孔的主张。此外，女王也因后来的结婚对象佣兵队长布伦瑞克的奥托的成功而收复了在皮德蒙特的领地。
根据《新城和约》（1372年），乔万娜承认90年前的1282年失去西西里的永久性。然后乔万娜完全沉浸在治理王国之中，喜欢政府的每个方面。尽管她是一位公平明智的统治者，即使再小的法律和敕书没有她本人的批准和盖章都不能推行。乔万娜的统治也以支持保护本地商业和创立新工业及拒绝货币贬值闻名。犯罪大幅减少，她又是她广大王国内的一位狂热的和平促进者。
尽管乔万娜有着深沉的灵性及与锡耶纳的圣卡特里娜和瑞典的圣比尔吉塔的友谊，她的宫廷以奢侈和收集不同源如土耳其、撒拉森、非洲的异域动物和仆人闻名。
与她同时代的作家乔万尼·薄伽丘在作品《西方名女》中留下了对乔万娜的如下描述：“乔万娜，西西里和耶路撒冷的女王，在血统、权力和人品上比其他任何女人都有名”。现存的画像掲示了她曾金发且皮肤白皙。

### 天主教会大分裂

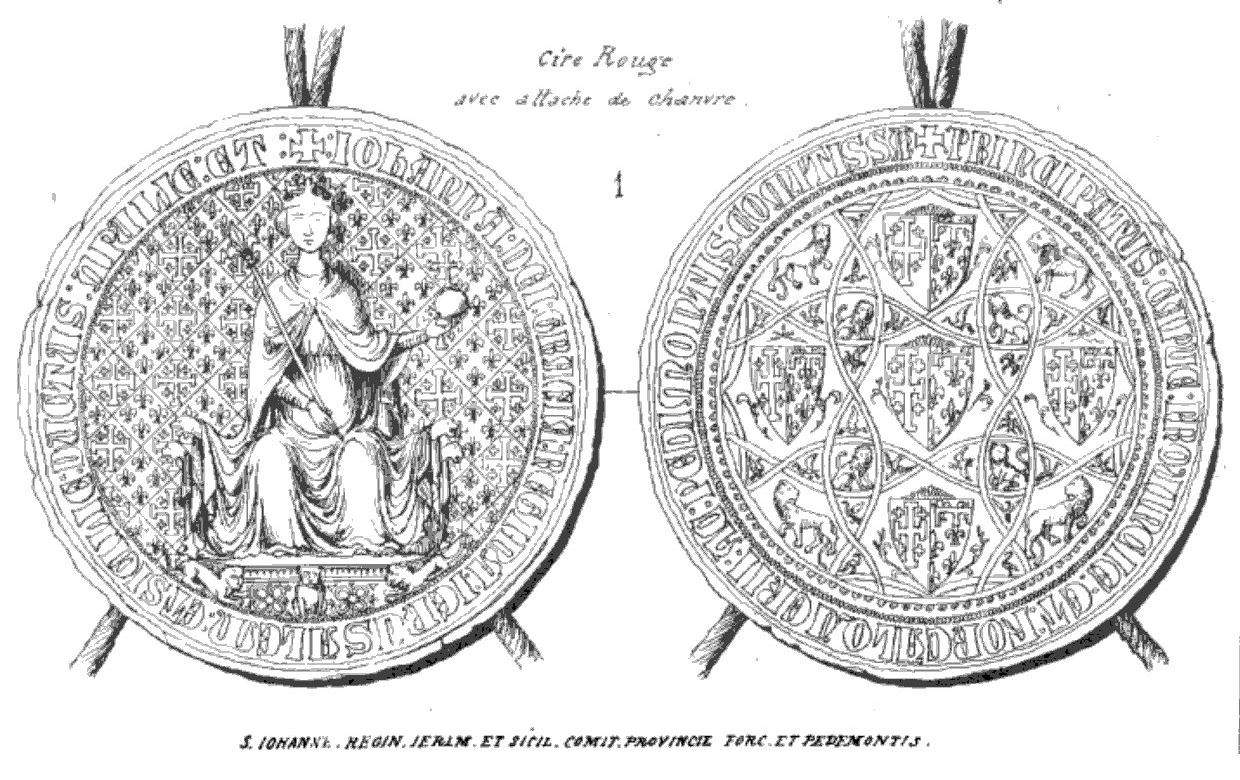
乔万娜女王的私人印章

乔万娜没有存活子女，1369年1月想到了以缔结外甥女即妹妹玛丽亚和第一任丈夫杜拉佐公爵卡洛的幼女杜拉佐的玛格丽塔和堂弟即堂叔格拉维纳伯爵路易吉之子杜拉佐的卡洛的婚姻解决继承问题。这场婚事被她的前小叔子兼玛格丽塔的继父塔兰托亲王菲利波二世反对；1373年11月他染上近乎致命的病症时，将权利传给了姐夫安德里亚公爵博的弗朗切斯科和后者的儿子贾科莫。菲利波的权利已被收归王室，弗朗切斯科却以武力要求之。乔万娜于1374年4月8日以大不敬罪没收了他的财产。
此时乔万娜决心破坏杜拉佐的卡洛作为潜在继承人的地位。在教宗额我略十一世同意下，1375年12月25日她签下第四份婚约，与坚定捍卫她在皮德蒙特的权利的布伦瑞克-格鲁本哈根公爵奥托结婚。本人参与的婚礼在3个月后的1376年3月25日在新堡举行。尽管这位新丈夫的地位被降到王夫，杜拉佐的卡洛被这场结合激怒了，向乔万娜的敌人匈牙利的拉约什大帝靠拢。

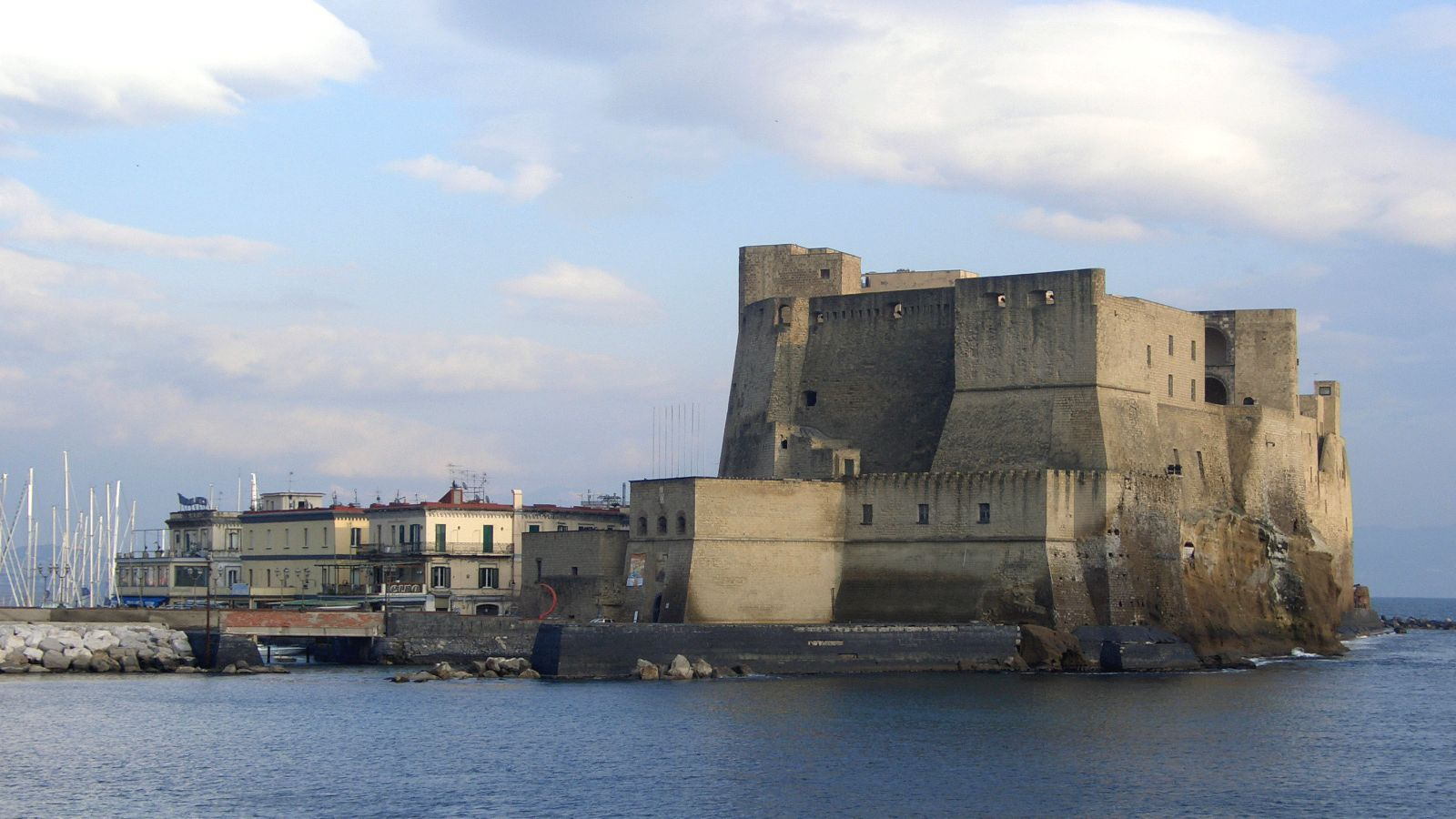
那不勒斯的蛋堡

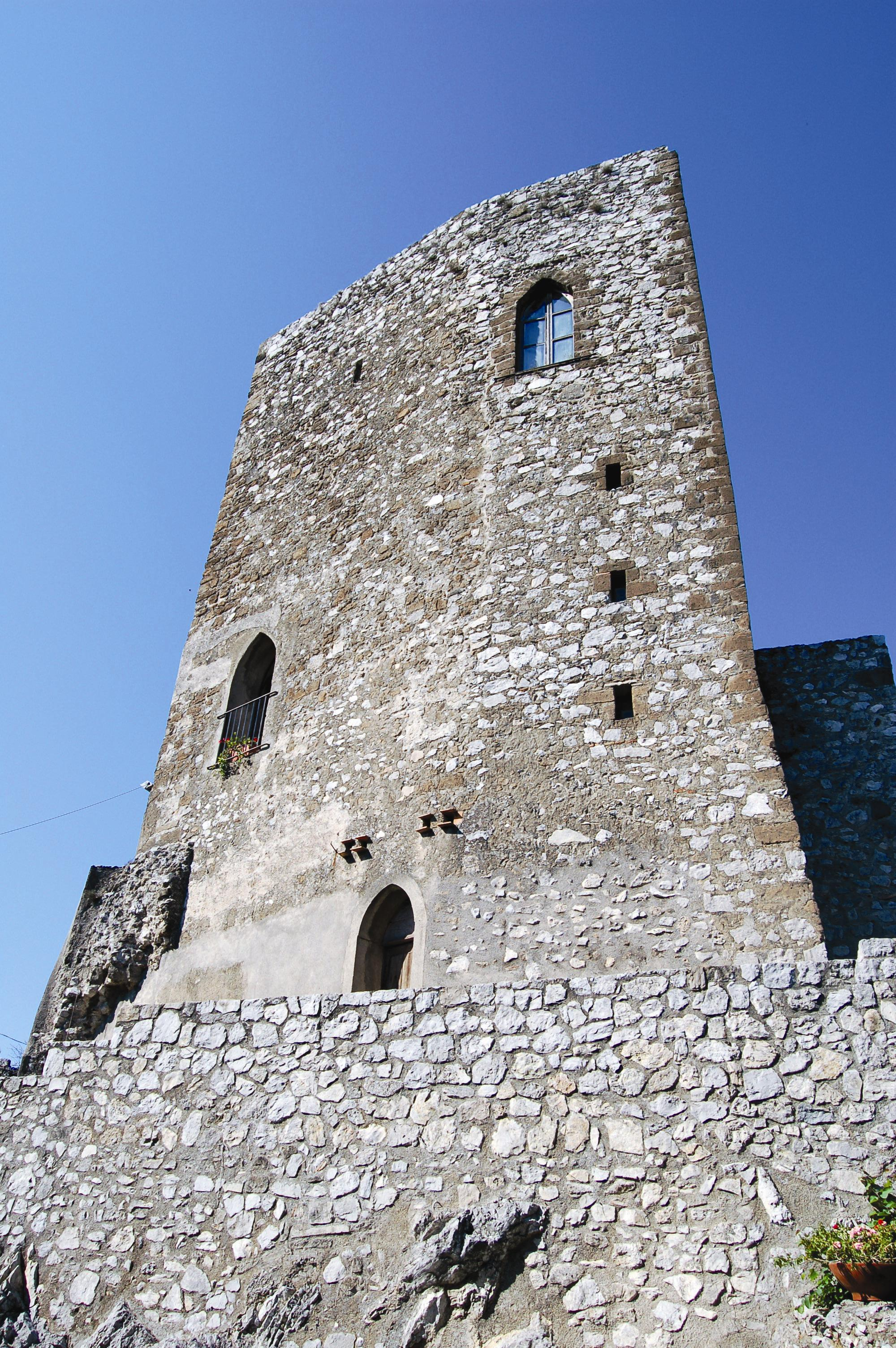
“诺曼-施瓦本塔”，下诺切拉城的公园城堡

同时，中世纪最大的基督教分裂之一西方教会大分裂正在进行。两位教宗被选出：巴里大主教巴托洛梅奥·普利尼亚诺，取名乌尔巴诺六世；日内瓦主教罗伯特，取名克勉七世。前者住在罗马，后者住在阿维尼翁。乔万娜在一度犹豫后决定支持克勉七世，并资助他50,000弗洛林。乌尔巴诺六世因而鼓励乔万娜的敌人：匈牙利国王、安德里亚公爵和杜拉佐的卡洛。乔万娜处境危险，向克勉七世求援，后者建议她用安茹的路易一世支持自己。法兰西和阿维尼翁都希望一旦教宗之争必须靠武力解决，那不勒斯能在意大利给他们一个立足之地。而对乔万娜来说，她支持克勉七世的主因是乌尔巴诺六世试图从她手中夺走那不勒斯并分割一部分给侄子弗朗切斯科·普里尼亚诺。1380年5月11日，乌尔巴诺六世宣布乔万娜为异端者、篡位者，将她的王国作为教宗采地没收并将其授予杜拉佐的卡洛。
作为对其帮助的回应，乔万娜于1380年6月29日收安茹的路易一世为她的继承人，代替杜拉佐的卡洛。这一协议实现了安茹公爵长期以来的野心。杜拉佐的卡洛随后于11月领一支主要由匈牙利人组成的军队入侵那不勒斯。
安茹的路易一世可能没有了解到那不勒斯情况的严重性，兄长驾崩后他作为侄子新王查理六世的摄政也被迫留在法兰西，未能立即介入。

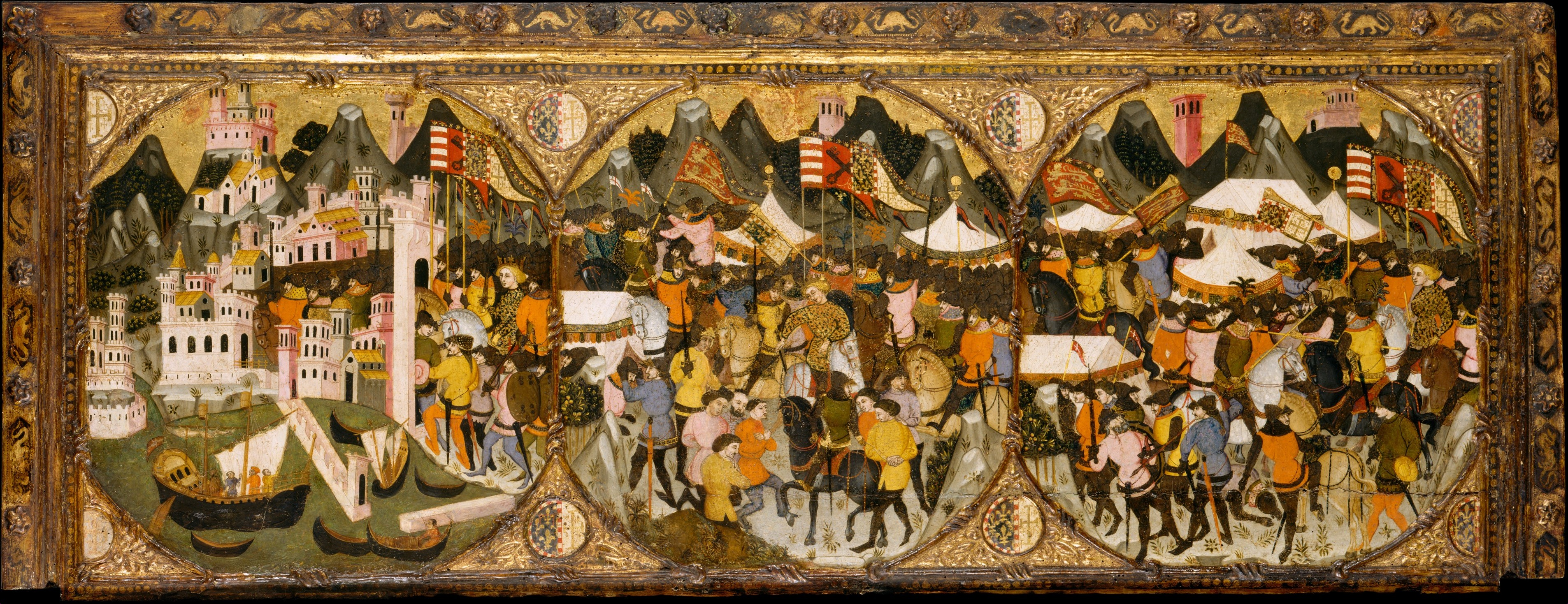
1381年打败布伦瑞克的奥托的军队的杜拉佐的卡洛征服那不勒斯。

乔万娜把能召集到的极少数军队交给丈夫布伦瑞克的奥托统领，奥托不能阻止杜拉佐的卡洛的军队，后者于1381年6月28日越过那不勒斯王国国境。在阿纳尼击败奥托后，卡洛越过阿韦尔萨的那不勒斯防线，于7月16日晚7时进入那不勒斯，并将乔万娜围困在新堡。乔万娜得不到帮助，只能于8月25日投降，被囚禁，先在蛋堡，后在12月被转移到下诺切拉的公园城堡。
锡耶纳的圣卡特里娜将乔万娜视为一位被极度误导的统治者，因乔万娜支持阿维尼翁教廷的克勉七世对抗乌尔巴诺六世。在给乔万娜写的信中，卡特里娜告诫乔万娜考虑她通过支持阿维尼翁得到的暂时地位是无效的：“如果我类似那些像风一样掠过的暂时和短暂的东西考虑你的情形——你自己已经以行动从自己身上剥夺了它们。”圣卡特里娜指的是那不勒斯与教廷相关的合法地位。当乔万娜被立为那不勒斯王国的合法统治者时，她也处在罗马教宗的统治下。那不勒斯王位被教廷合法监控“从13世纪中期起，该王国对教会是一项收入、威信和士兵的有价值来源。”

## 遇害

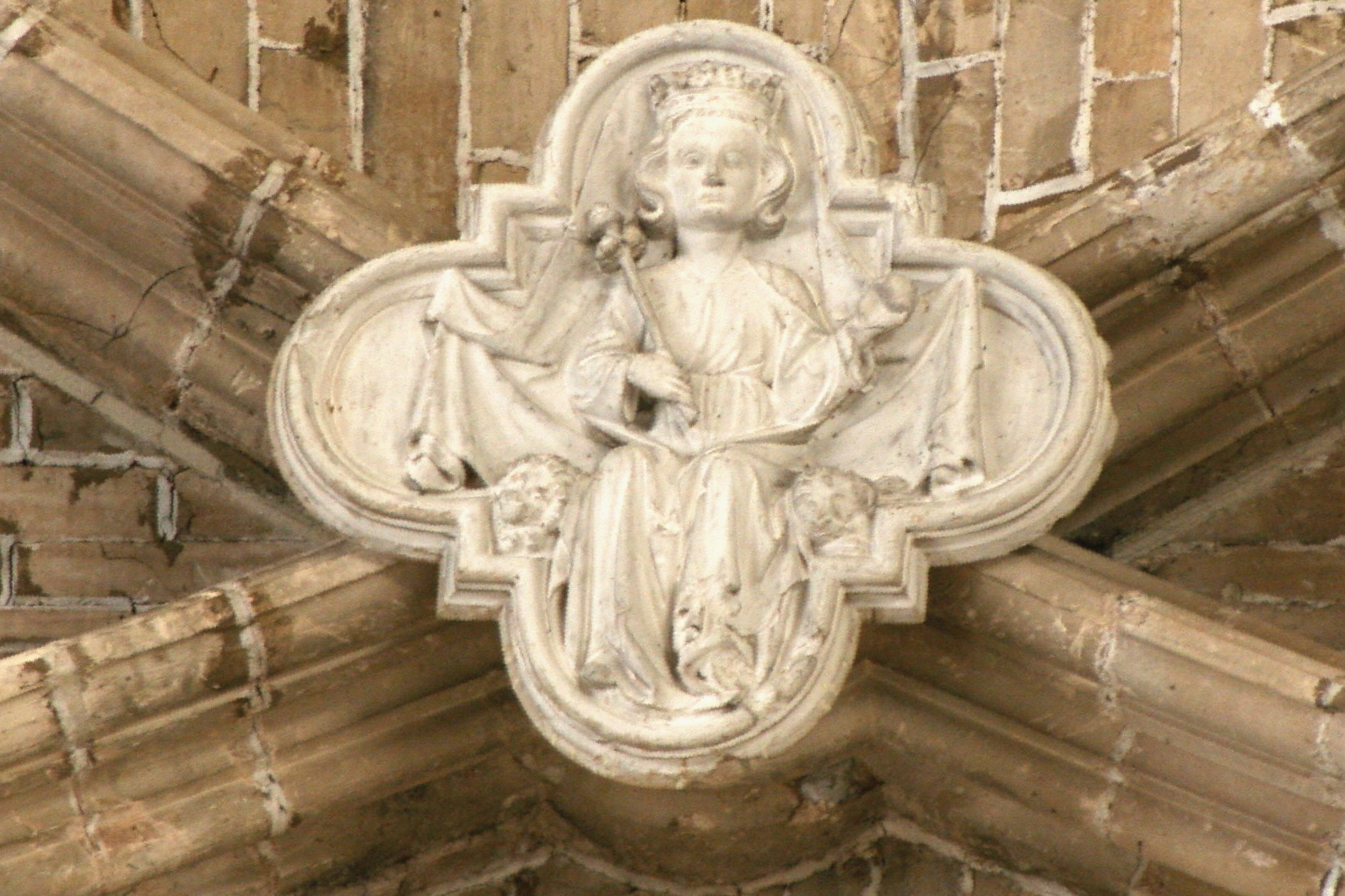
乔万娜女王在圣马克西曼-拉圣博姆的浅浮雕

安茹的路易一世最终决定行动，于1382年5月31日领一支强大的军队前去阿维尼翁以营救乔万娜。他穿过都灵和米兰之间。9月初，他在罗马附近的阿马特里切。但当时女王已经驾崩。杜拉佐的卡洛认为不能抵抗安茹的路易一世，于5月28日做出决定将乔万娜从公园城堡转移到帕拉梅德·博祖托把守的穆罗卢卡诺城堡。她在那里于7月27日被杀，年56岁。
在官方声明中，卡洛称乔万娜已自然死亡。但其他文件来源一致称她是被谋杀的。因实质上是远程和秘密的行为，乔万娜被杀的方式有不同版本。两种最可靠的消息是：
- 乌尔巴诺六世的大臣涅姆的托马斯称乔万娜在穆罗城堡的专用小教堂跪下祈祷时被匈牙利士兵用一根软弦缢死。
- 安茹的路易一世之妻布卢瓦的玛丽称乔万娜被四个很可能是匈牙利人的男人杀害，她的手脚被捆绑，被两片毛垫的间隙闷死。

因并无她被杀时的目击者的证词，已不能说明哪种说辞为确。另一版本称她是被枕头闷死的。
她的尸体被带回那不勒斯，作为她已死的证据暴尸数日。因教宗乌尔巴诺六世已将她处以破門律，女王不能在教会的地产行圣礼，被扔进圣基亚拉教堂的一口深井。从此，那不勒斯陷入了几十年的继承权战争。路易能够保有普罗旺斯和福卡尔基耶在大陆的乡镇。乔万娜于1381年被废黜后，塔兰托亲王菲利波二世的外甥博的贾科莫主张对亚该亚的继承权。

## 文学作品形象

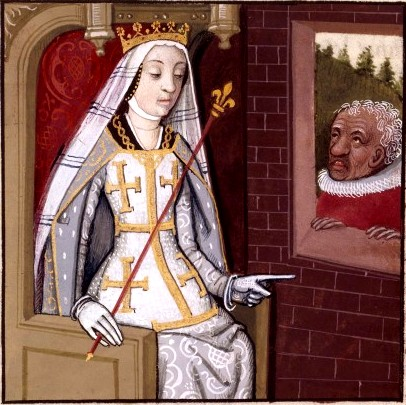
乔万娜女王的缩影，来自薄伽丘《名女传》的手稿。目前在法国国家图书馆。

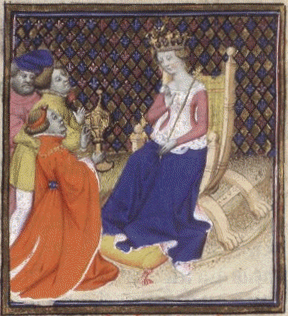
另一个在《名女传》中的乔万娜女王的缩影。目前在法国国家图书馆。

- 乔万尼·薄伽丘在系列传记《西方名女》中为乔万娜作传。在为乔万娜作传的部分中薄伽丘称乔万娜出自贵族血脉，不遗余力消除一切乔万娜不是那不勒斯合法统治者的说法。薄伽丘称乔万娜一世的血脉能追溯回到“达耳达诺斯，特洛伊创立者，他的父亲据古人说是朱庇特”。薄伽丘也通过讨论她继承那不勒斯王位的方式，决然而明确地称乔万娜是那不勒斯的合法统治者。薄伽丘在他给乔万娜的传记中提到因乔万娜的父亲青年而亡，乔万娜合法继承了祖父的王位。除了对读者阐述乔万娜是那不勒斯的合法女王外，薄伽丘在描述她统治期间的混乱和围绕之的争议时表露了对她的个人支持。按薄伽丘的观点，因为乔万娜，一个女人是否能当政或是否还有其他贵族更适合统治成了无关紧要的事。薄伽丘也讨论她任内使她在他眼中成为伟大统治者的能力和面貌。薄伽丘总结乔万娜统治的所有区省时，描述那不勒斯有引人注目的城镇、丰硕的土地、伟大的贵族和巨大的财富，但也强调“乔万娜的精神能胜任统治它”。此外，薄伽丘称那不勒斯成为一个繁荣的王国的原因是因它不再被他不喜欢的匈牙利王室家族及其支持者居住。薄伽丘称乔万娜“勇敢地攻击和清理”已占领那不勒斯的“恶男人的队伍”。[135]
- 大仲马曾经写了一本浪漫小说《那不勒斯的乔万娜》，这是他共计8卷的系列《著名犯罪》（1839年－1840年）的一部分。[136]
- 在阿兰·萨维奇的小说《夜晚的女王》中也有对乔万娜生平的虚构。[137]
- 拉斯洛·帕苏思写了关于她一生的小说《那不勒斯的乔万娜》（1968年）。[138]
- 马塞尔·布莱翁（英语：Marcel Brion）《乔万娜女王》，普罗旺斯图书馆协会，1936年（由匈牙利出生的法国艺术家拉斯洛·巴塔用蚀刻版画所描绘）；1944年（罗贝尔·拉封出版）。[139]
- 诺贝尔文学奖得主弗雷德里克·米斯特拉尔于1890年创作了一部戏剧《La Rèino Jano》，讲述了女王逃离那不勒斯期间的路过普罗旺斯领地。

## 头衔和称呼
乔万娜作为女王的全称是“乔万娜，蒙上帝鴻福，耶路撒冷和（法羅方面的）西西里女王，阿普利亚女公爵，卡普亚女亲王，普罗旺斯、福卡尔基耶和皮德蒙特女伯爵”。

## 传记
- Abulafia, David. . Jones, Michael  (编). . Cambridge: Cambridge University Press. 2000: 488–514. ISBN 9781139055741.
- Busquet, Raoul. Laffont, Robert , 编. . Paris. 1978.
- Busquet, Raoul.  1997. Imprimerie nationale de Monaco. 30 November 1954.
- Casteen, Elizabeth. . Cornell University Press. 2015. ISBN 978-0-8014-5386-1.
- Casteen, Elizabeth. . Journal of the Historical Society (Malden, MA, USA: Blackwell Publishing). 3 June 2011, 11 (2): 183–210. ISSN 1529-921X. OCLC 729296907. doi:10.1111/j.1540-5923.2011.00329.x.
- Cox, Eugene L. . Princeton, New Jersey: Princeton University Press. 1967. LCCN 67-11030.
- da Gravina, Domenico. Ludovico Antonio Muratore , 编.  (PDF). Naples: Ernesto Anfossi Editore. 1890.
- Duran, Michelle M. . Watteeuw, Lieve; Van der Stock, Jan  (编). . Peeter. 2010: 73–94. ISBN 978-9-0429-2445-1.
- Engel, Pál. . I.B. Tauris Publishers. 2001. ISBN 978-1-86064-061-2.
- Gaglione, Mario. . Milan: Academia.edu. 2009  [2022-04-18]. （原始内容存档于2022-12-21） （意大利语）.
- Goldstone, Nancy. . Walker&Company. 2009. ISBN 978-0-8027-7770-6.
- Grierson, Philip; Travaini, Lucia. . Cambridge: Cambridge University Press. 1998.
- Léonard, Émile-G. . Picard, Auguste  (编). . Paris et Monaco. 1932.
- Léonard, Émile-G. . Paris: Presses universitaires de France. 1954.
- Lucherini, Vinni. . Hungarian Historical Review. 2013, 2 (2): 341–362  [2019-04-23]. （原始内容存档于2021-11-22）.
- Monter, William. . Yale University Press. 2012. ISBN 978-0-300-17327-7.
- Paladilhe, Dominique. . Librairie Académique Perrin. 1997. ISBN 978-2-262-00699-0.

## 延伸阅读
- Boccaccio, Giovanni. Zaccaria, Vittorio , 编. . I classici Mondadori. 10 of Tutte le opere di Giovanni Boccaccio 2nd. Milan: Mondadori. 1970. Biography # 106. OCLC 797065138 （意大利语）.
- Boccaccio, Giovanni. . Brown, Virginia, trans. Cambridge, MA, USA: Harvard University Press. 2003. ISBN 9780674003477. OCLC 606534850、45418951.
- Boccaccio, Giovanni. . Guarino, Guido A., trans. 2nd. New York: Italica Press. 2011. ISBN 9781599102658. OCLC 781678421.
- Musto, Ronald G. . New York: Italica Press. 2013: 234–302. ISBN 9781599102474. OCLC 810773043.
- Rollo-Koster, Joëlle. . Rowman & Littlefield. 2015. ISBN 978-1-4422-1532-0.
- Wolf, Armin. . Parsons, John Carmi  (编). . Sutton Publishing. 1993: 169–188. ISBN 978-0-7509-1831-2.